# Stephen Hero

Wappen von Stephen Andrew Hero

Stephen Hero (* 19. Dezember 1969 in Montréal, Kanada) ist ein kanadischer Geistlicher und ernannter römisch-katholischer Bischof von Prince-Albert.

## Lebenslauf
Stephen Hero studierte von 1991 bis 1994 Philosophie am Priesterseminar Christ the King in Mission in British Columbia und danach Theologie am St. Joseph Seminary in Edmonton sowie an der Päpstlichen Universität Angelicum in Rom, das er mit dem Lizenziat in Spiritueller Theologie abschloss. Er empfing am 29. Juni 2000 die Priesterweihe für das Erzbistum Edmonton.
Zunächst Pfarrvikar von St. Theresa in Edmonton und in der Pfarrei Heilige Familie in St. Albert, war er bis 2003 verantwortlich für die Berufungspastoral, bevor er ein Lizenziatsstudium in Liturgie am Päpstlichen Athenaeum Sant’Anselmo in Rom aufnahm, das er 2005 abschloss.
In der Folge war er in der Ausbildung am St. Joseph-Seminar tätig, das er ab 2012 leitete; seit 2005 unterrichtete er als Dozent am Newman Theological College in Edmonton und von 2007 bis 2015 war er Richter am interdiözesanen Tribunal von Alberta. Zugleich war er Mitglied des bischöflichen Rats für den Ständigen Diakonat, des Rates für den Gottesdienst und stellvertretender Beauftragter des Erzbischofs für sexuellen Missbrauch.
Papst Franziskus ernannte ihn am 25. März 2021 zum Bischof von Prince-Albert.
Die Bischofsweihe empfing er am 11. Juni 2021 in der Kathedrale von Prince-Albert durch Erzbischof Donald Joseph Bolen und den Mitkonsekratoren Erzbischof Richard William Smith und Bischof Paul Terrio.